# Aos Hespanhois Conphinantes
Aos Hespanhois Conphinantes é um filme brasileiro de 2008, dirigido e roteirizado por Angelo Clemente Sganzerla, baseado na obra de Othon D'Eça.
O filme é um western passado na região sul do país no ano de 1929. Apesar disso, há referências ao mundo moderno, como a internet e ao empresário Roberto Marinho.